# フィジカル・グラフィティ
『フィジカル・グラフィティ』(英語: Physical Graffiti)は、イギリスのロックバンド、レッド・ツェッペリンの第6作アルバム。1975年2月24日発売。プロデューサーはジミー・ペイジ。レコーディング・エンジニアはキース・ハーウッドほか。

## 経緯
1973年、レッド・ツェッペリンは狂気的なアメリカツアーを終えて帰国、映画『レッド・ツェッペリン狂熱のライヴ』の追加撮影などを行なった後、11月から新作録音のためにロニー・レイン所有の車載スタジオとともにヘッドリィ・グランジに入った。しかし、ジョン・ポール・ジョーンズがバンドからの脱退を希望し、作業は一旦中断された。ツェッペリン側は噂が広まらないよう努めたがどこからか情報が漏れだし、一気に「ツェッペリン解散か？」と騒ぎ立てられるようになった。この時のジョーンズが脱退しようとした理由について、後に大きく語られたのが「ジョーンズがウィンチェスター大聖堂の聖歌隊指揮者の座を狙っていた」というものだった が、ジョーンズは「あれは冗談だった」と笑い飛ばした上で、当時脱退を考えていたのは事実だとしている。結局、ピーター・グラントの熱心な説得により、ジョーンズは脱退を撤回、翌1974年春にレコーディングは再開された。
1974年は、ツェッペリンにとって初めてコンサートが行われない静かな1年となったが、この年、アトランティック・レコードとの契約が切れたバンドは、プライベート・レーベル「スワン・ソング」を立ち上げた。レーベル名の由来は、ペイジがお遊びで弾いていたインストゥルメンタル曲の題名から来ている。「スワン・ソング」にはツェッペリンの他、マギー・ベルや、後にペイジと活動を共にするポール・ロジャース率いるバッド・カンパニーも加わった。

## 録音
録音作業の多くはヘッドリィ・グランジで行なわれ、ロンドンのオリンピック・スタジオで追加作業が行なわれた。一連の作業でLP1枚半分にも及ぶ素材が出来上がり、バンドは曲を削るよりも、これまでの未発表曲を加えて2枚組で発表することを決めた。アルバムには新作8曲に加え、『レッド・ツェッペリン III』『IV』『聖なる館』からの未発表曲7曲が加えられた。ミキシングはロンドンのオリンピック・スタジオに於いて、キース・ハーウッドが行った。本来ならば1974年9月に発売される予定だったが、ミキシングの遅れや、後述するアートワークの作成に手間取り、結局1975年2月のリリースとなった。
『フィジカル・グラフィティ』という題名は、ペイジが考案した。アートワークのコンセプトにもなっているグラフィティ（落書き）と、アルバム制作にどれだけのフィジカル（肉体的）なエネルギーが注がれたかを表しているのだという。本作はツェッペリンにとって初の2枚組作品であり、総収録時間が80分を越えているため、CD版も2枚組でリリースされている。

## アートワーク

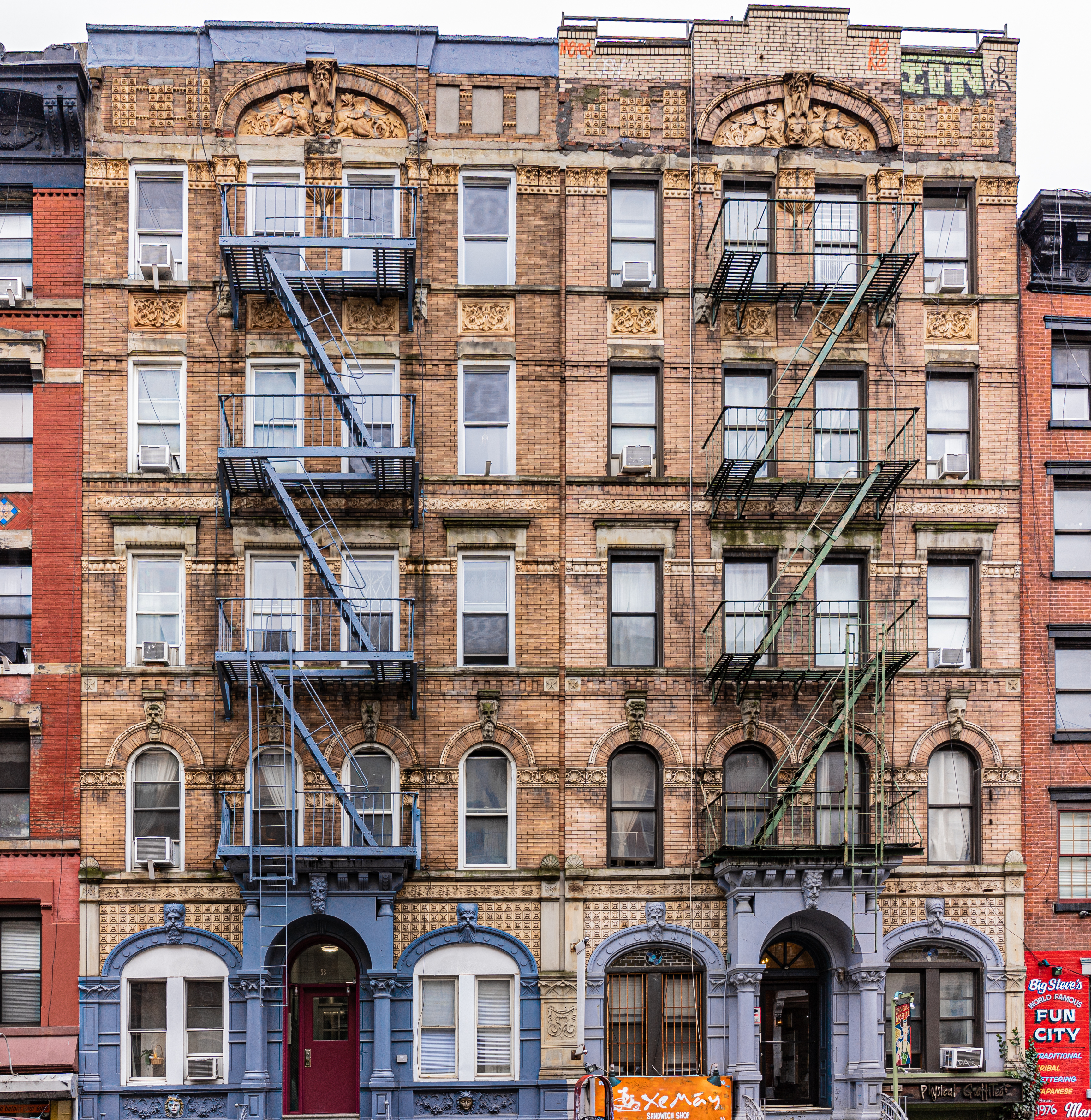
セントマークス69番地のアパート。

ジャケットは厚紙の外箱と2枚の内袋とで構成されている。外箱にはニューヨーク、セントマークス69番地に実在するアパートが大きく印刷され（表側が昼、裏側が夜の写真になっている）、くりぬかれたアパートの窓から内袋が見える仕掛けになっている。内袋の両面にはメンバーのプライベート・ショットや（中には女装した写真もある）ピーター・グラント、他にもエリザベス・テイラーやニール・アームストロングなどの有名人、さらには1953年のエリザベス2世の載冠式の写真がはめ込まれ、入れ方を変えるごとに窓から見える絵も変化するという趣向である。内袋を包むインサートにアルバム・タイトルや曲目、クレジットなどの情報が記載されている。
デザインのモチーフとなったのは、プエルトリコ出身の作曲家、ホセ・フェリシアーノの1973年のアルバム『Compactments』である。ジャケットに描かれたアパートは4階建てに見えるが、モデルとなった建物は実際には5階建てである。また、ジャケット表側の左側の階段に腰をかけている人物がジョン・ボーナムではないかという噂もあったが、事実ではない。

## 評価と影響
『フィジカル・グラフィティ』は1975年2月24日に、全世界で発売された。アメリカのビルボード・チャートでは3位に初登場。翌週には首位を獲得し、6週間その位置を守った。また、さらにツェッペリンの過去のアルバム5枚がチャートに復活し、6枚のアルバムを同時にチャート・インさせるという初の快挙を成し遂げた。イギリスでも1週のみだが首位を獲得している。2015年にリリースされた最新リマスター版も、米ビルボード・チャートで11位、イギリスでは6位 にランクイン。
収録曲が多かった事もあるが、前作『聖なる館』にもまして、彼らのキャパシティーの広さを示す作品となった。ローリング・ストーン誌は本作を「まるで『トミー』、『ベガーズ・バンケット』、『サージェント・ペパーズ』を一つにしたような傑作だ」と最大級の賛辞を送っている。ロバート・プラントも「全てが目を見張るほどすんなりと解け合った。全員がアルバムを気に入ってたし、それって本当に大事な事なんだ」と語っている。
『ローリング・ストーン誌が選ぶオールタイム・ベストアルバム500』に於いて、73位にランクイン。

## リイシュー
1987年初CD化。1993年の『コンプリート・スタジオ・レコーディングス』で全曲リマスター化。1994年単独リリース。2015年2月、リリースからちょうど40年後に最新リマスター版をリリース。デラックス・エディションおよびスーパー・デラックス・エディション付属のコンパニオンディスクには、各曲のラフ・ミックス・バージョンや初期バージョン等が収録された。

## 収録曲

### オリジナル版
- A面

1. カスタード・パイ - Custard Pie (Page & Plant)
  - 歌詞はブラインド・ボーイ・フラーの「I Want Some Of Your Pie」、ブッカ・ホワイトの「Shake'Em On Down」、ブラウニー・マギーの「Custard Pie Blues」など複数の古典的なブルース・ナンバーが元となっている[11]。ツェッペリンのコンサートで演奏された事はないが、ペイジのソロツアーやペイジ・プラントのツアーで、またペイジとブラック・クロウズのジョイント・コンサートで演奏された。
2. 流浪の民 - The Rover (Page & Plant)
  - 『聖なる館』のアウトテイク。当初は、アコースティック・ナンバーだったという。コンサートでは、1977年のツアーでオープニングナンバーの「永遠の詩」と「シック・アゲイン」のブリッジとしてイントロ部が演奏されたのみ[11]。
3. 死にかけて - In My Time of Dying (Page, Plant, Jones & Bonham)
  - 1927年に、ブラインド・ウィリー・ジョンソンによりレコーディングされた、伝統的なゴスペル・ナンバー「Jesus Make Up My Dying Bed」をハードロック調に改曲したものである。ボブ・ディランも、デビュー・アルバム『ボブ・ディラン』でカヴァーしている[13]。

- B面

1. 聖なる館 - Houses of the Holy (Page & Plant)
  - 『聖なる館』のアウトテイク。コンサートで披露された事がない[13]。
2. トランプルド・アンダーフット - Trampled Under Foot (Page, Plant & Jones)
  - 米国など数か国でシングルカットされ、全米38位を記録[14]。歌詞はロバート・ジョンソンの「Terraplane Blues」を基にしているとプラントが2007年12月の再結成コンサートで明かしている。スティーヴィー・ワンダーの「迷信」や、ドゥービー・ブラザーズの「Long Train Runnin'」との類似性も指摘されている。
3. カシミール - Kashmir (Page, Plant & Bonham)
  - 本作はもとより、バンドを代表する1曲。1975年のツアー以降、解散の1980年まで演奏され続け、その後ペイジ・プラントのツアーや2007年の再結成ライブでも披露されている。

- C面

1. イン・ザ・ライト - In the Light (Page, Plant & Jones)
  - ジョーンズによるシンセサイザーが主体の曲で、ツェッペリンのコンサートでは披露された事がないが[15]、後にペイジとブラック・クロウズのジョイント・コンサートで演奏されている。
2. ブロン・イ・アー - Bron-Yr-Aur (Page)
  - 『レッド・ツェッペリン III』のアウトテイク。ペイジのアコースティックギター1本のみで演奏されたインストゥルメンタル曲。1970年のツアー中に演奏されたことがある[16]。
3. ダウン・バイ・ザ・シーサイド - Down by the Seaside (Page & Plant)
  - 『レッド・ツェッペリン IV』のアウトテイク。ペイジ・プラントのツアー中に、「胸いっぱいの愛を」のメドレー中に演奏されたことがある[17]。
4. テン・イヤーズ・ゴーン - Ten Years Gone (Page & Plant)
  - バッキングのギターは14本もオーバーダビングされている。1977年のツアーで披露された時には、ジョーンズがトリプルネック・ギターでベース・ペダルを操作しながらリズムギターを担当した[18]。ペイジとブラック・クロウズのジョイント・コンサートでも演奏されている。

- D面

1. 夜間飛行 - Night Flight (Jones, Page & Plant)
  - 『レッド・ツェッペリン IV』のアウトテイク。ツェッペリンのコンサートでは演奏されたことがない[18]。
2. ワントン・ソング - The Wanton Song (Page & Plant)
  - 1975年のツアーで披露された他、ペイジ・プラントのツアーでも演奏されている。
3. ブギー・ウィズ・ステュー - Boogie with Stu (Bonham, Jones, Page, Plant, Ian Stewart & Mrs.Valens)
  - 『レッド・ツェッペリン IV』のアウトテイク。リッチー・ヴァレンスの"Ooh, My Head"のカバー。イアン・スチュワートがピアノで参加。ペイジがマンドリンを担当したため、この曲ではプラントがギターを弾いている[18]。当時すでに故人だったヴァレンスに代わって、彼の母親に印税が入るように彼女の名もクレジットされたが、ヴァレンスの母は「著作権料は全てこちらのものだ」と主張、告訴までちらつかせてきたという[19]。
4. 黒い田舎の女 - Black Country Woman (Page & Plant)
  - 『聖なる館』のアウトテイク。屋外で録音された曲で、曲の冒頭に飛行機の音と、エンジニアのエディ・クレイマーとプラントの会話が入っている（クレイマーが「ジミー、飛行機の音 (録音に) 入っちゃいましたよ」と話し、それにプラントが「いいよ、ほっとけ」と返している）[20]。タイトルの"Black Country（英語版）"とはロバート・プラントの故郷であるウェスト・ミッドランズあたりを指す語である[21]。
5. シック・アゲイン - Sick Again (Page & Plant)
  - 1975年から1979年までコンサートで演奏され、ペイジとブラック・クロウズのジョイント・コンサートでも披露された。

### 2015年版デラックス・エディション・コンパニオンディスク
1. ブランデー＆コーク（「トランプルド・アンダーフット」初期ラフ・ミックス） - Brandy & Coke <Initial/Rough Mix>(Page, Plant & Jones)
2. シック・アゲイン(アーリー・ヴァージョン) - Sick Again <Early Version>(Page & Plant)
3. 死にかけて（初期ラフ・ミックス） - In My Time of Dying <Initial/Rough Mix>(Page, Plant, Jones & Bonham)
4. 聖なる館（ラフ・ミックス・オーバー・ダブ） - Houses of the Holy <Rough Mix with Overdubs>(Page & Plant)
5. エブリボディ・メイク・イット・スルー（「イン・ザ・ライト」別歌詞/初期ヴァージョン）- Everybody Makes It Through <Early Version/In Transit>(Page, Plant & Jones)
6. ブギー・ウィズ・ステュー(サンセット・サウンド・ミックス) - Boogie with Stu <Sunset Sound Mix>(Bonham, Jones, Page, Plant, Ian Stewart & Mrs.Valens)
7. ドライビング・スルー・カシミール（「カシミール」ラフ・オーケストラ・ミックス） - Driving Through Kashmir <Rough Orchestra Mix>(Page, Plant & Bonham)